# Residence

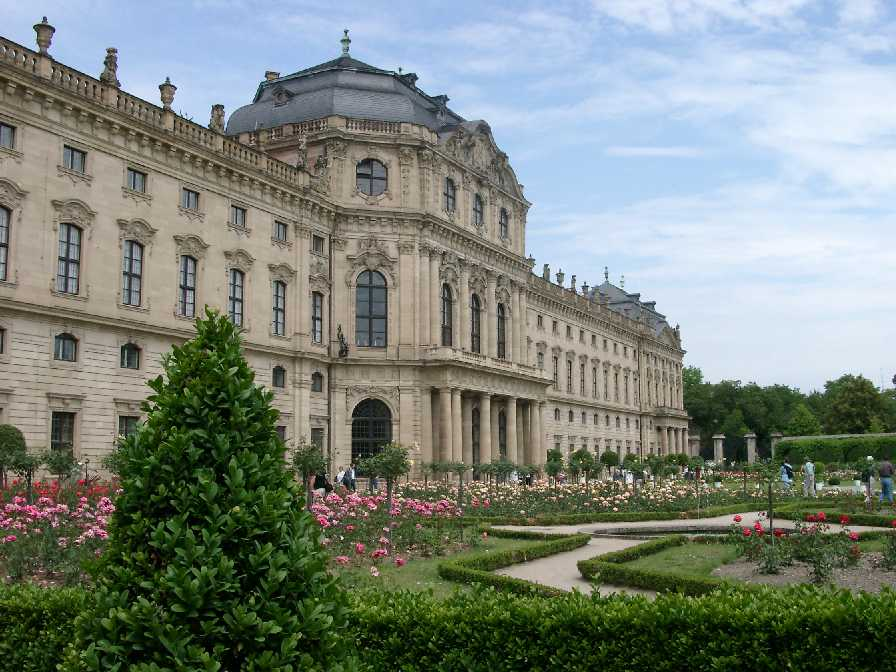
Residence ve Würzburgu (1720-1744)

Residence nebo rezidence (z lat. residentia, stálé sídlo, od sedere, sedět) znamená stálé sídlo panovníků a diplomatů, palác, případně luxusní obydlí vůbec.
Stejný původ má slovo residentní, trvale usedlý, a resident, nejčastěji stálý spolupracovník špionáže v cizím městě.
Residentní program v informatice znamená program, který je trvale umístěn v operační paměti.

## Historie
V raném středověku panovníci často svá sídla měnili a cestovali – jednak proto, aby mohli přímo vykonávat vládu v různých částech svých říší, jednak ale také proto, že bylo obtížné zásobovat královský či císařský dvůr na jednom místě. Například římští císařové se až do 13. století stěhovali z jednoho hradu (falc) na druhý. Teprve když se mohli trvale usídlit na jednom místě, vznikla tak residenční města a honosné paláce jako residence. Na rozdíl od starších hradů, budovaných jako pevnosti, pozdější paláce už předpokládaly, že se nebudou muset vojensky bránit, protože se na celém území podařilo prosadit tak zvaný zemský mír (landfríd), monopol panovníka na použití násilí.
Residence znamená také obytnou část kláštera. V církevním právu zavedl Tridentský koncil residenční povinnost jako povinnost církevního hodnostáře trvale žít na místě, kde vykonává svoji funkci. Bránil se tím středověkému mnohoobročnictví, kdy tatáž osoba zastávala více funkcí, často i na různých místech, a nechávala se zastupovat někým jiným.

## Současnost
Dnes slovo residence obvykle označuje vlastní obydlí vyslance, případně vrcholného představitele státu, na rozdíl od jejich vyslanectví a úřadoven. Ze Spojených států se však i k nám šíří význam residence jako prostě luxusního obytného domu nebo i jen bytu. Residenční čtvrť pak znamená prostě čtvrť určenou k bydlení. V Kanadě se slovem residence označuje také studentská kolej.